# Vlčkovce
Vlčkovce (do roku 1948 Farkašín, maďarsky Farkashida) jsou obec v okrese Trnava na Slovensku. Žije v nich přibližně 1 300 obyvatel. Ve středověku Vlčkovce ležely na důležité obchodní cestě. V letech 1975 až 1990 byly sloučeny s obcemi Križovany nad Dudváhom a Opoj do obce Dudváh. Ve vsi stojí moderní římskokatolický kostel svaté Terezie z Lisieux. V katastrálním území obce leží chráněný areál Vlčkovský háj.

## Galerie

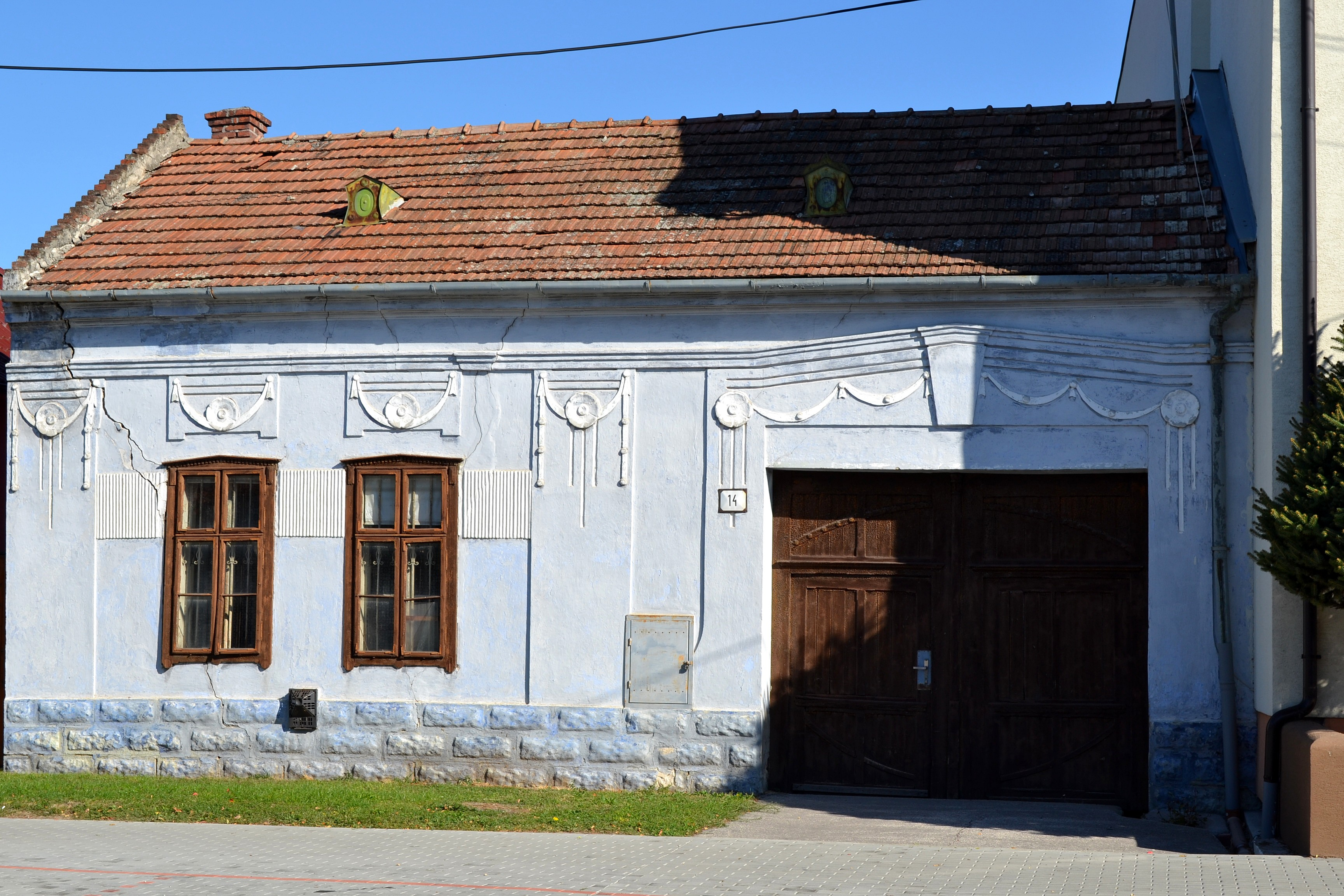
Lidová architektura
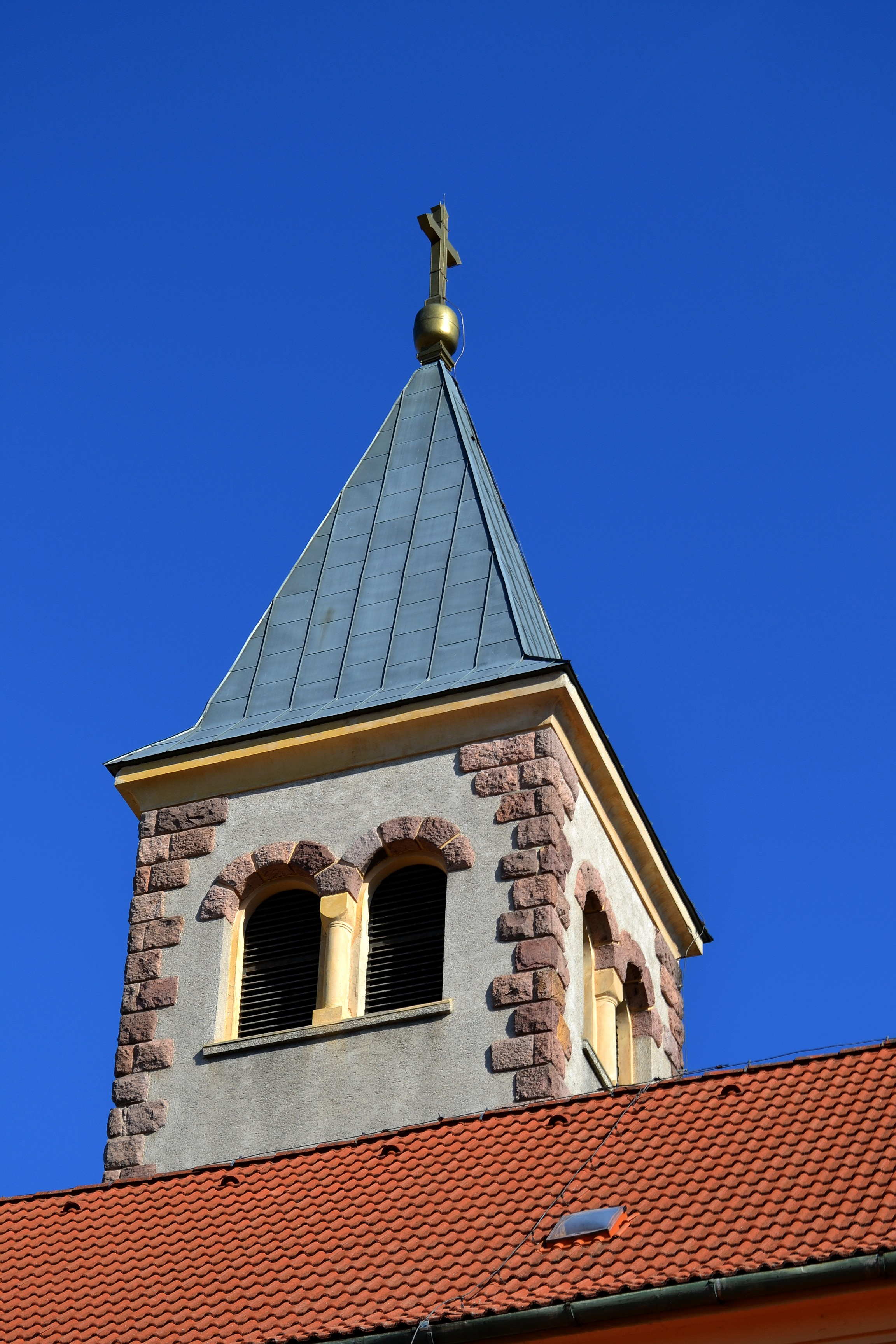
Kostel svaté Terezie z Lisieux
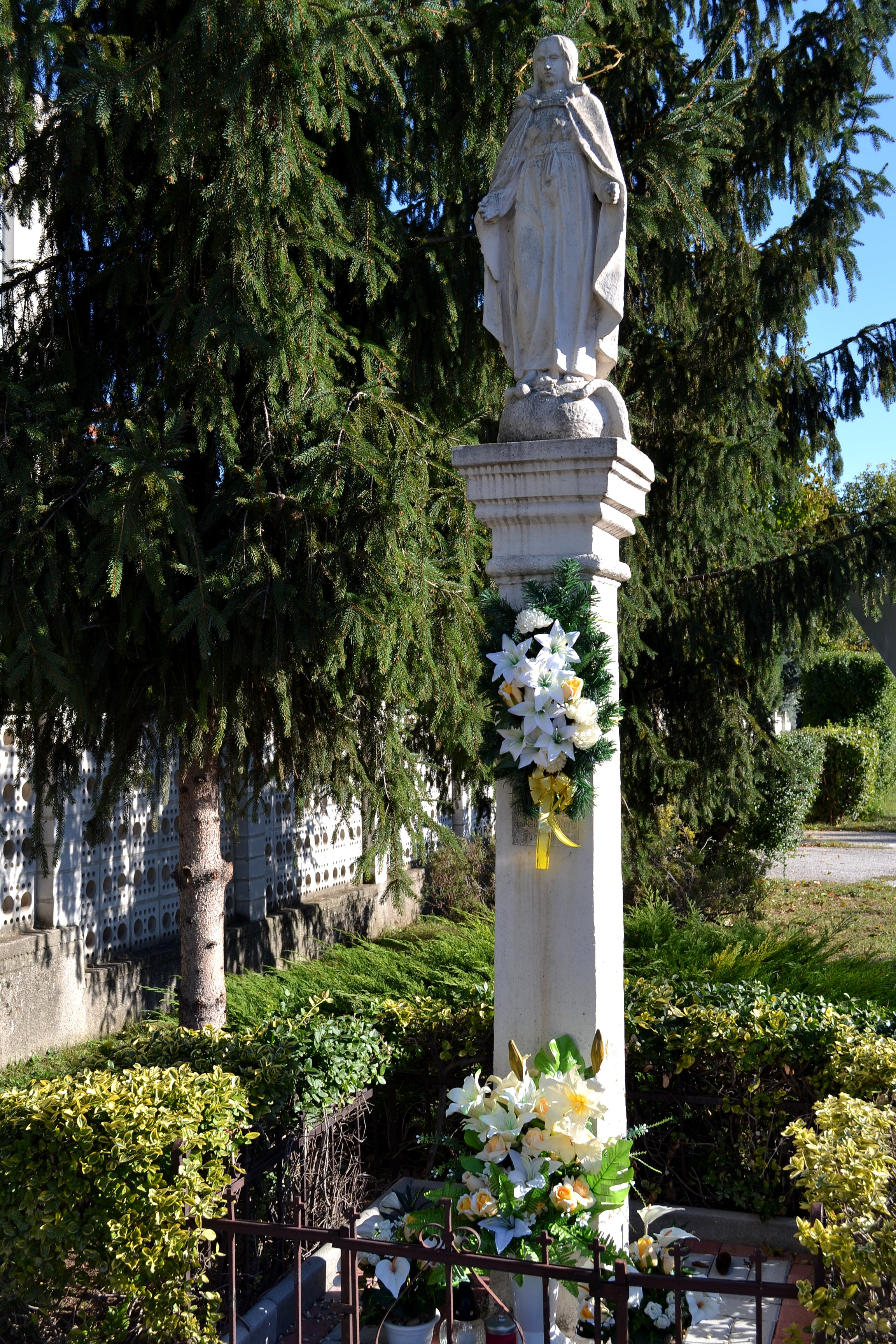
Sloup se sochou Panny Marie
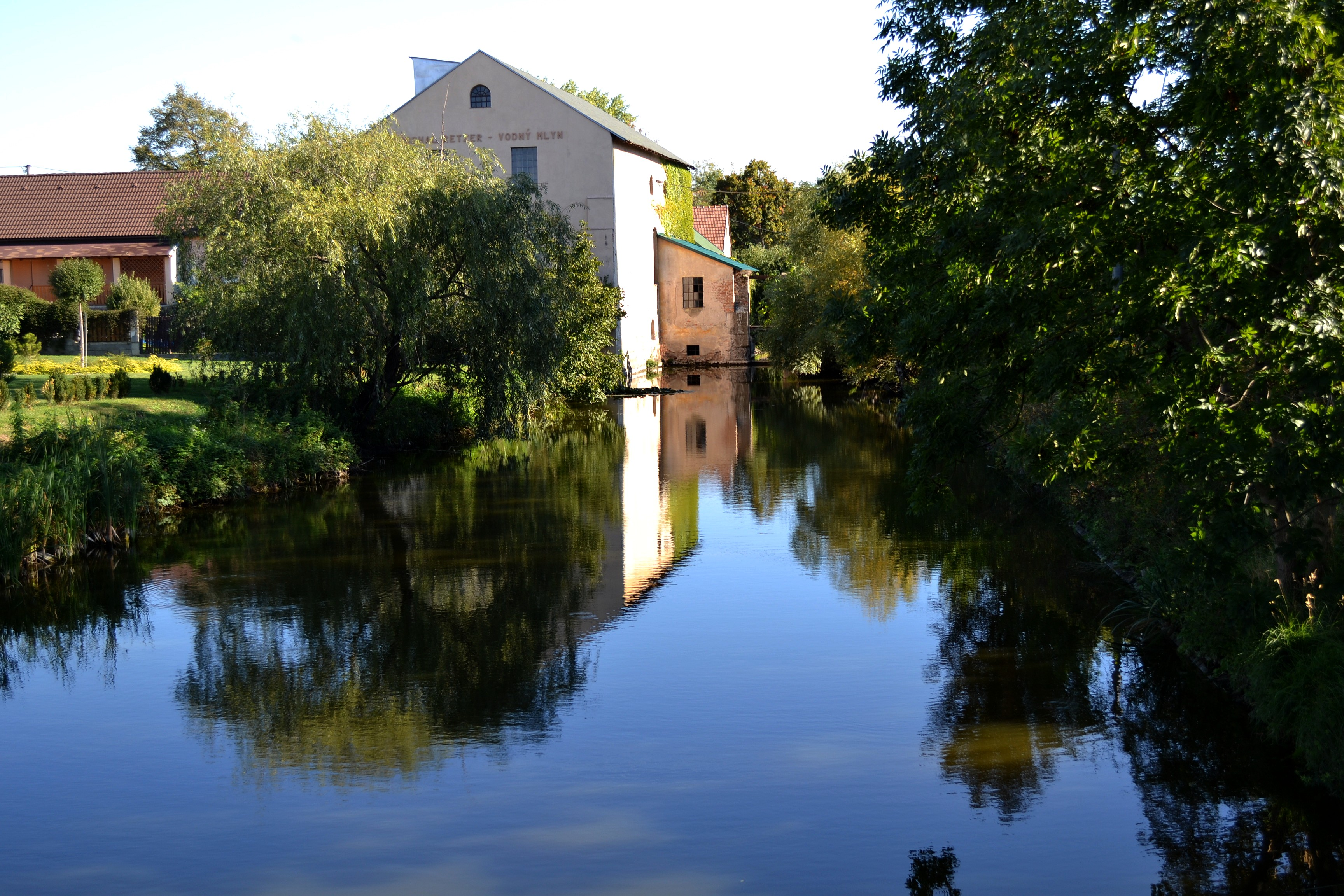
Mlýn
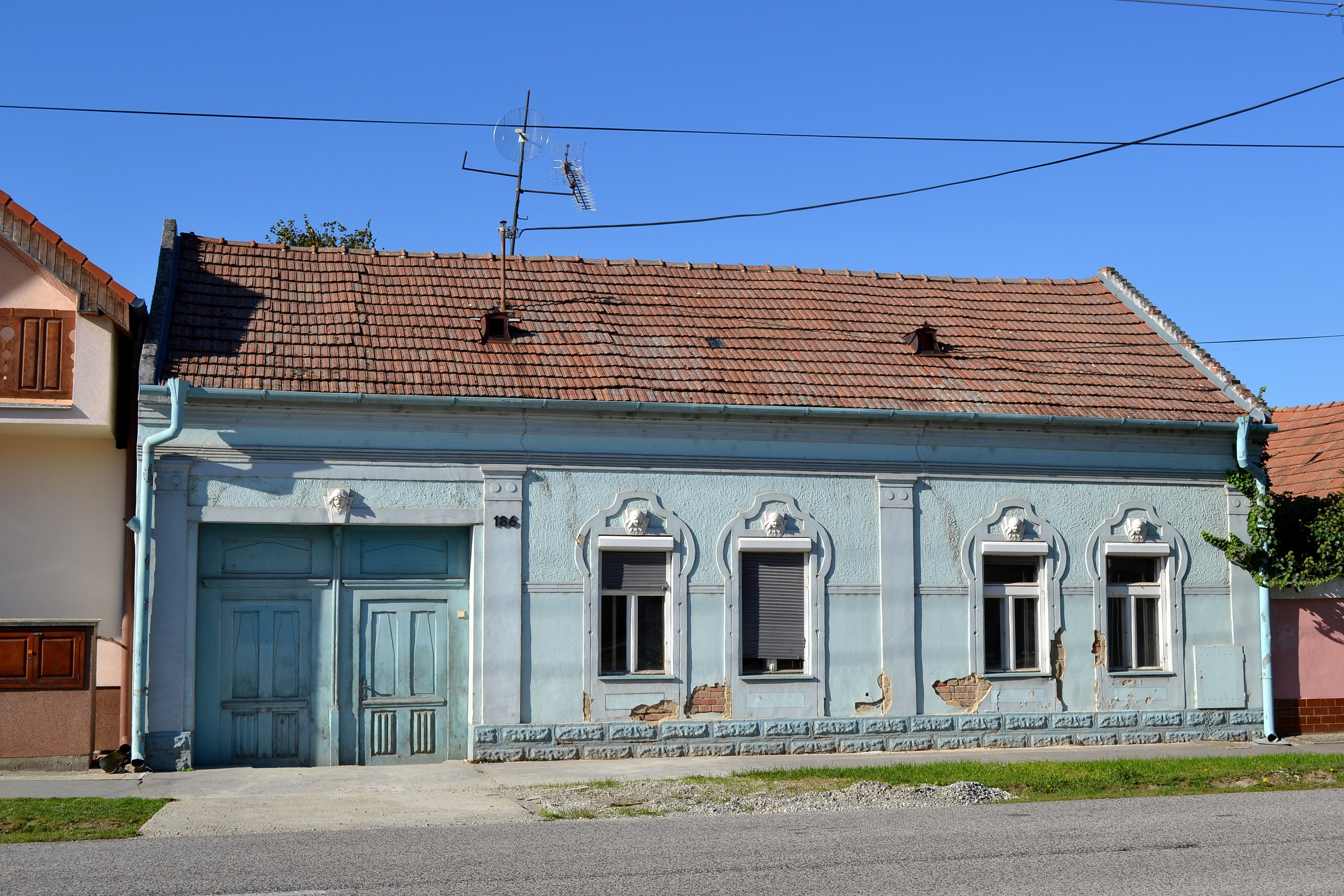
Stavení